# Horné Chlebany
Horné Chlebany és un poble i municipi d'Eslovàquia que es troba a la regió de Nitra, al sud-oest del país.
La primera menció escrita de la vila es remunta al 1328.

## Demografia
| Godina             | 1994 | 2004   | 2014   | 2024   |
| ------------------ | ---- | ------ | ------ | ------ |
| Nombre de persones | 369  | 339    | 360    | 370    |
| Diferència         |      | −8,13% | +6,19% | +2,77% |

| Godina             | 2023 | 2024   |
| ------------------ | ---- | ------ |
| Nombre de persones | 379  | 370    |
| Diferència         |      | −2,37% |